# Brachymeles apus
Brachymeles apus — вид сцинкоподібних ящірок родини сцинкових (Scincidae). Ендемік Малайзії.

## Поширення і екологія
Brachymeles apus мешкають в горах на півночі Калімантану, де були зафіксовані на горі Муруд в штаті Саравак, а також на схилах гори Кінабалу та в горах Крокер в штаті Сабах. Існує також кілька зразків, зібраних в національних парках Букіт-Бака-Букіт-Рая і Бетунг-Керіхун в індонезійській частині Калімантану, яких деякі дослідники відносять до цього виду. B. apus живуть в гірських тропічних лісах та на сільськогосподарських угіддях. Зустрічаються на висоті від 1300 до 1520 м над рівнем моря. Ведуть нічний, риючий спосіб життя. Є яйцеживородними.